# Locris areata
Locris areata är en insektsart som först beskrevs av Walker 1851.  Locris areata ingår i släktet Locris och familjen spottstritar. Inga underarter finns listade i Catalogue of Life.